# سالواتوره کریپا
سالواتوره کریپا (ایتالیایی: Salvatore Crippa; ۲ نوامبر ۱۹۱۴ – ۳۰ نوامبر ۱۹۷۱) دوچرخه‌سوار اهل ایتالیا بود. وی در مسابقات جیرو دیتالیا شرکت کرده است.